# Companhia Geral das Reais Pescarias do Reino do Algarve
A Companhia Geral das Reais Pescarias do Reino do Algarve foi uma empresa privilegiada, de carácter monopolista, criada pelo Marquês de Pombal, na segunda metade do século XVIII, em Portugal.
Em carácter de exclusivo comercial, destinava-se a controlar e fomentar a actividade da pesca no litoral sul do reino.

## História

### Antecedentes
As chamadas "Pescarias Reais" remontam ao reinado de Afonso III de Portugal, que, no desenvolvimento de sua ação administrativa, tornou a atividade da pesca de atum, baleia, corvina, espadarte, golfinho e outros, em propriedade ou direito senhorial da Coroa Portuguesa, com essa designação em 1249.
A exploração dessas "pescarias" era concedida ou, mais frequentemente, arrendada a armadores que pelos contratos pagavam percentagens que variavam de 40% a 60% do volume capturado. Esses empreendimentos trouxeram grande prosperidade, nomeadamente à região do Algarve. Como exemplo dessa importância, saliente-se a doação por Duarte de Portugal ao Infante D. Henrique em 25 de Setembro de 1433, por sete anos, do exclusivo da pesca do atum na costa do Algarve, assim como a dízima de todo o peixe capturado pelos pescadores de Monte Gordo. Acredita-se que foi com rendimentos como esse, das pescarias, que o Infante terá obtido os recursos para as suas expedições de descobrimentos.
Uma vez que o método mais comum para conservação do pescado era o sal, também esta atividade se beneficiou do fomento das pescarias.
No alvorecer do século XVI, Manuel I de Portugal instituiu a feitoria das Almadravas (1502), na então vila de Lagos, considerada pelo pesquisador Romero Magalhães o organismo mais importante da administração régia no sul do país à época. Ainda nesse século, destacava-se a atividade de outra feitoria, mais modesta, em Faro, acredita-se que ligada à figura da rainha D. Leonor, proprietária das armações tanto na costa de Faro, quanto na de Silves.

### A ação Pombalina

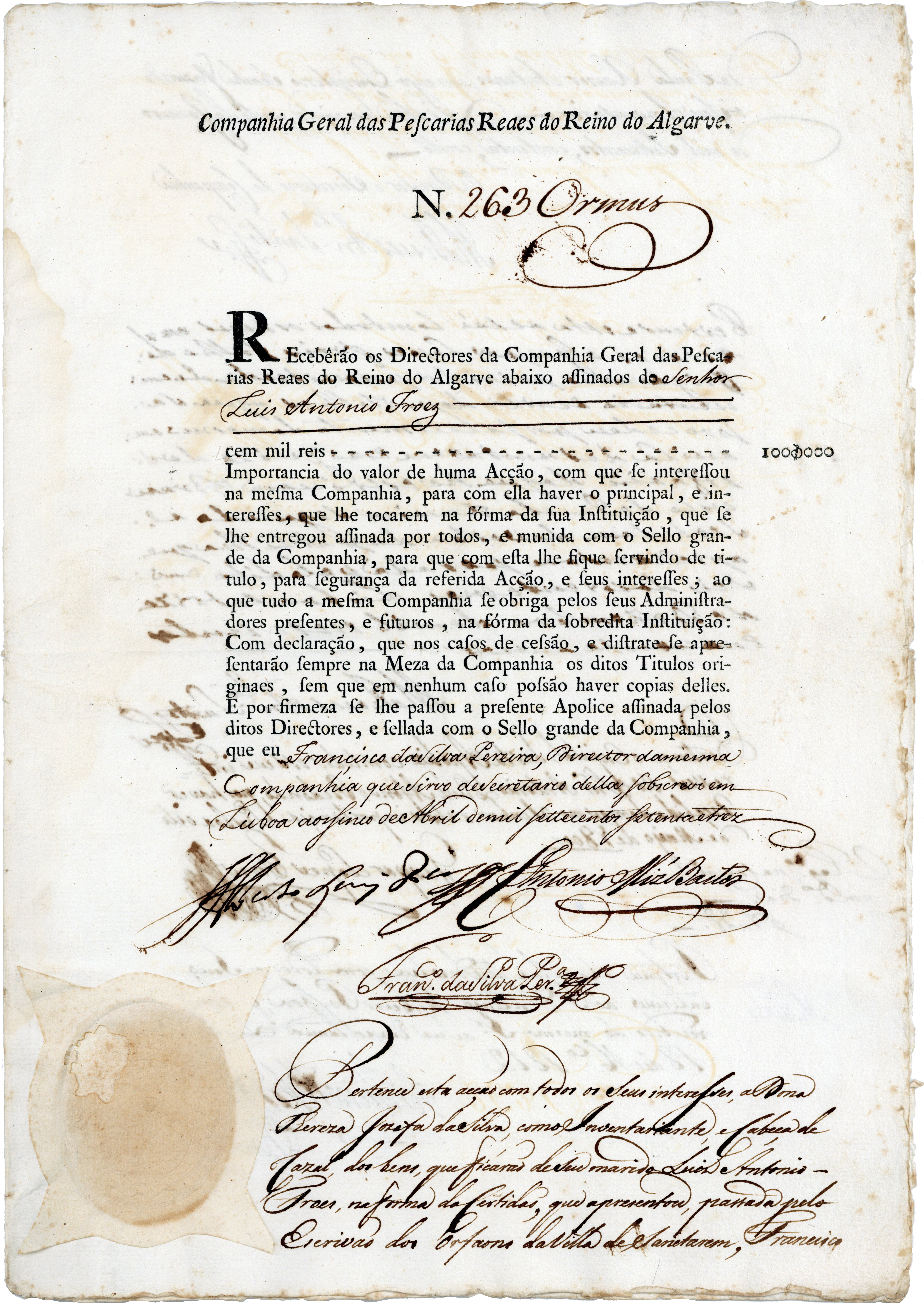
Acção fundadora da Companhia Geral das Pescarias Reaes do Reino do Algarve por 100$000 Reis, emitida em Lisboa a 5 de Abril de 1773

A partir da década de 1730, registrou-se um acentuado declínio da atividade pesqueira no país, entre cujas causa prováveis apontam-se: alterações no circuito comercial com o advento da concorrência da Andaluzia, mobilização de milhares de portugueses devido à guerra com a França e uma possível redução do número de capturas.
A fase de estagnação perdurou por meio século até que começou a ser combatida pela ação do marquês de Pombal.
Este criou, por Alvará Régio, em 15 de Janeiro de 1773, a "Companhia Geral das Reais Pescarias do Reino do Algarve", à qual eram concedidos privilégios e garantias tais como o monopólio na exploração das pescarias em todo o Algarve, a redução de todos os direitos do pescado a 20%, e a entrega, à Companhia, de todo o espólio das armações pertencentes à Fazenda Real o que, em si, representava significativo aporte de capital. Em complemento, o preço do sal das marinhas de Castro Marim e Tavira descia para 900 réis o moio.
A Companhia, com sede em Lisboa, era composta por quatro membros (um dos quais residia no Algarve), eleitos pelos accionistas que detivessem, no mínimo, cinco acções. Possuía ainda três administradores, um em Lagos, um em Faro e outro em Tavira.
As concessões da Companhia foram sempre anualmente renovadas até 1836, data da extinção da mesma.